# Йохан I фон Хиршхорн
Йохан I фон Хиршхорн (на немски: Johann I von Hirschhorn; † 1277/1283) е благородник от род Хиршхорн на Некар в Хесен.
Той е син на фон Харфенберг от замък Харфенбург в Харфенберг в Хедесбах. Внук е на Блигер III фон Щайнах-Харфенберг († 1228), наричан нобилес де Харфенберг, който е син на минезингер Блигер фон Щайнах II († сл. 1209/сл. 1210). Потомък е на Блигерус I де Щайнае († сл. 1165).
Фамилията фон Хиршхорн измира по мъжка линия през 1632 г.

## Фамилия
Йохан I фон Хиршхорн се жени за Гертрауд (Герхус) фон Геминген († сл. 1304), дъщеря на Албрехт фон Геминген († сл. 1283) и Гертруд фон Найперг. Те имат децата:
- Албрехт I фон Хиршхорн († пр. 1329), рицар, женен пр. 27 октомври 1310 г. за Кунигунда фон Лисберг († сл. 27 октомври 1342), внучка на Херман I фон Лисберг († сл. 1266)
- Ханс II фон Хиршхорн († сл. 1310)
- Конрад I фон Хиршхорн, наричан Ринд († сл. 1329), рицар

Вдовицата му Гертрауд (Герхус) фон Геминген се омъжва втори път за Валтер фон Далхайм († сл. 1300).